# Karl Meitmann
Karl Meitmann (* 20. März 1891 in Kiel-Gaarden; † 17. Februar 1971 in Kiel) war ein deutscher Politiker (SPD).

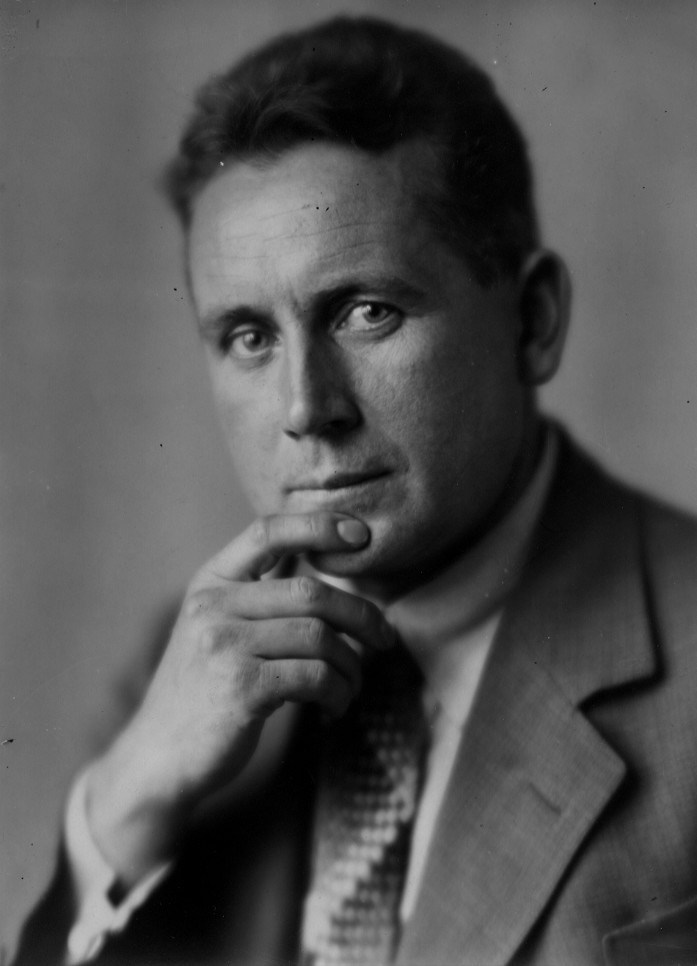
Karl Meitmann ca. 1930 in Hamburg

## Leben und Beruf
Meitmann, in seiner Jugend allgemein „Jack“ genannt stammte aus einer Familie von Sozialdemokraten. Sein Vater, Johannes Meitmann, war Geschäftsführer der Vereinsbäckerei, der Keimzelle des Kieler Konsums. Nach dem Schulabschluss absolvierte er eine kaufmännische Lehre. Vor dem Ersten Weltkrieg arbeitete er als Angestellter bei der Großeinkaufs-Gesellschaft Deutscher Consumvereine in Hamburg. Im Jahr 1918 wurde er Sekretär und Beigeordneter des Regierungspräsidenten von Schleswig-Holstein, der ihn 1919 in das Sekretariat des Abstimmungskommissars für Nordschleswig abordnete. Dort war er für die Organisation des Abstimmungskampfes zuständig. Im Jahr 1920 gehörte er der militärischen Leitung bei der Niederschlagung des Kapp-Putsches an. Anschließend wurde er Zivil-Kommissar der Schutzpolizei in Schleswig-Holstein.
Bereits kurz nach der Machtergreifung der Nationalsozialisten im Jahr 1933 wurde er dreimal, zuerst am 24. März 1933, verhaftet und in das KZ Fuhlsbüttel eingeliefert, wo er schwer misshandelt wurde. Durch Einwirkung des Rechtsanwalts und ehemaligen Bürgerschaftspräsidenten Herbert Ruscheweyh wurde er Ende Oktober 1933 freigelassen. Dann tauchte er als Lohnbuchhalter eines Braunkohlenwerkes in Westpreußen und Berlin unter, eine Stelle, die ihm Herbert Dorendorf (1900–1960) vermittelt hatte. Bei Kriegsende kehrte er in seine Heimatstadt zurück, um dann in Hamburg seine politischen Aufgaben wieder aufzunehmen. Ab dem Jahr 1956 lebte er in Mönkeberg bei Kiel; er zog sich im März 1961 aus dem politischen Leben zurück. Seine Enkelin war die französische Schauspielerin Catherine Stermann.

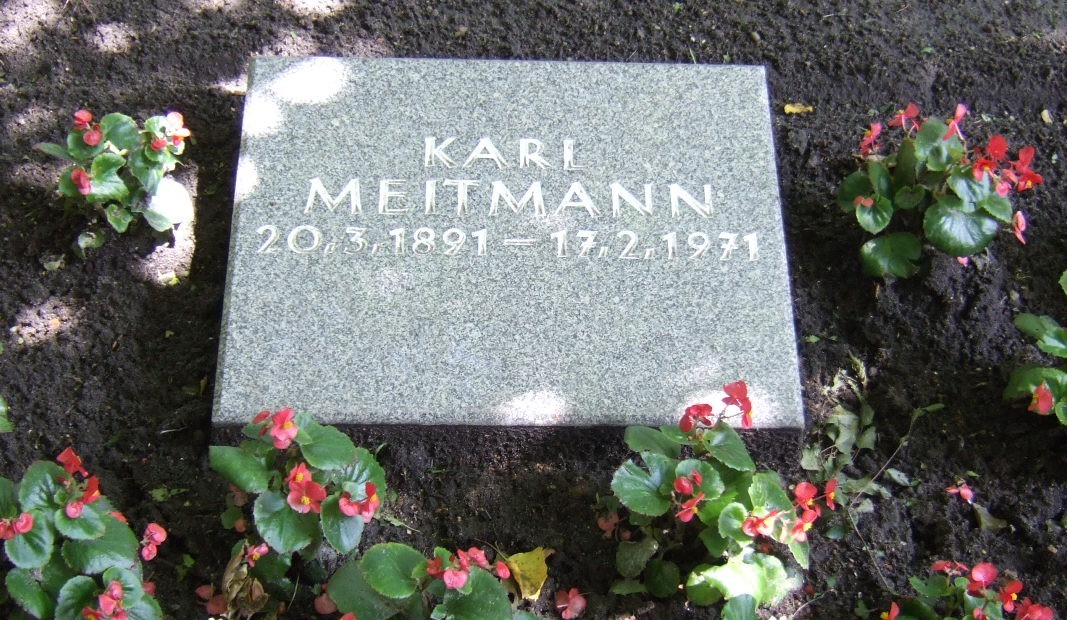
Grabstein Karl Meitmann auf dem Ohlsdorfer Friedhof

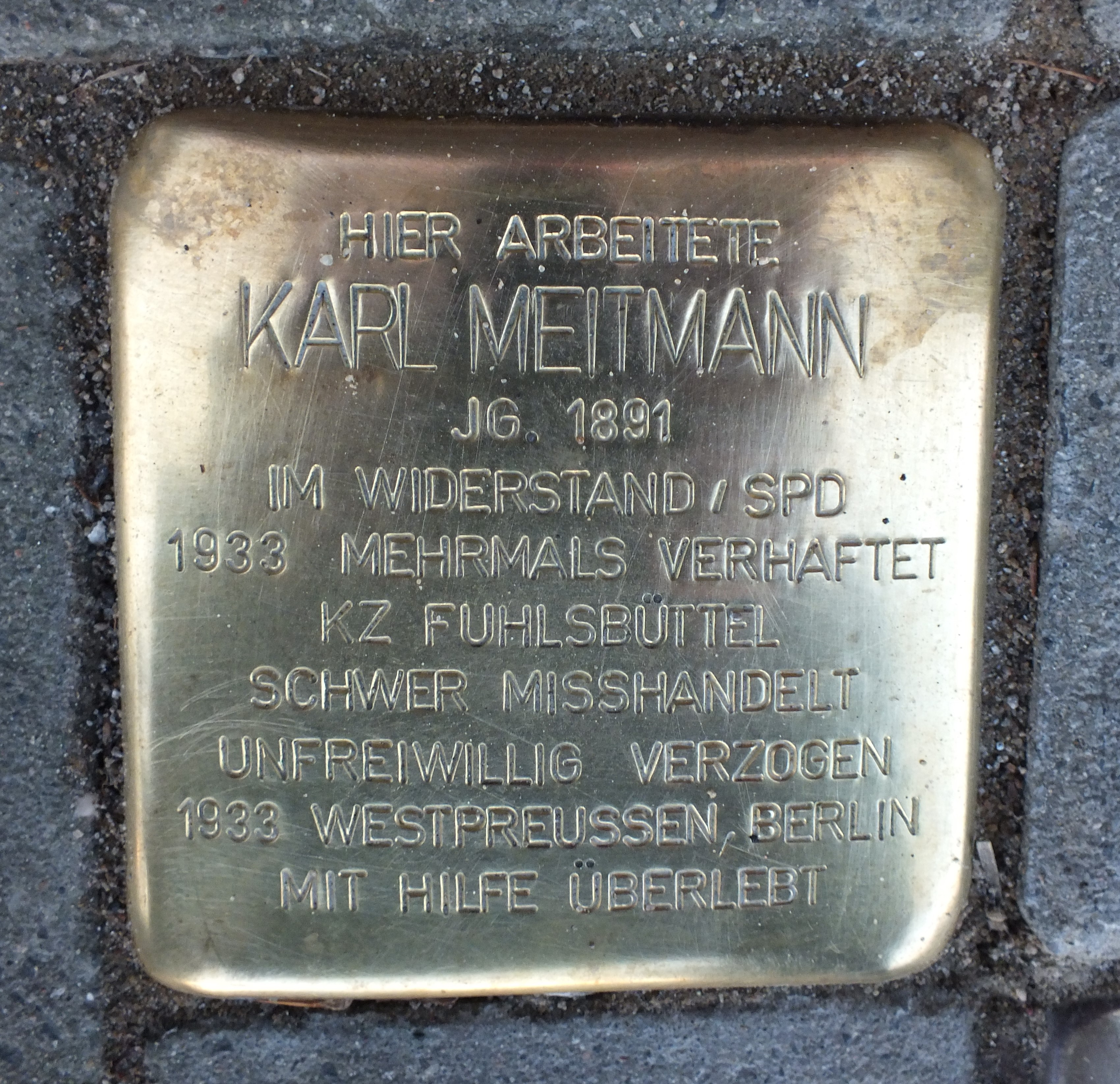
Stolperstein vor dem Kurt-Schumacher-Haus in Hamburg

Karl Meitmann ist in Hamburg auf dem Ehrenfeld der Geschwister-Scholl-Stiftung im Ohlsdorfer Friedhof begraben.
Am 25. März 2022 wurde ein Stolperstein für Karl Meitmann vor dem Haus der SPD-Landesorganisation Hamburg Kurt-Schumacher-Allee 10 verlegt.
Meitmann war verheiratet und hatte einen Sohn und eine Tochter. Seine Tochter Grete ging im Jahr 1947 nach Paris und heiratete Rémy Stermann. Gemeinsam waren sie als Erzieher in französischen Kinderheimen tätig, die nach dem Zweiten Weltkrieg jüdische Kinder von KZ-Opfern aufgenommen und versorgt haben. Ihr Sohn Michel, der Enkel von Meitmann, hat darüber in seinem Buch: Maman Grete berichtet.

## Partei
Seit 1905 gehörte Meitmann der Sozialistischen Arbeiterjugend an. Im Jahr 1909 trat Meitmann in die SPD ein. 1924 beteiligte er sich an der Gründung des Reichsbanners Schwarz-Rot-Gold, dessen Gaugeschäftsführer für Schleswig-Holstein er wurde. Von 1928 bis 1933 war er Landesvorsitzender der SPD in Hamburg.
Von 1945 an wirkte Meitmann beim Wiederaufbau der Hamburger SPD mit und wurde bereits am 14. Juli 1945, also vor der formellen Zulassung von Parteien durch die britische Besatzungsmacht, von den Kreisleitungen der SPD in Hamburg wieder zum Vorsitzenden der Landesorganisation gewählt. Bis zum Jahr 1952 hatte er dieses Amt inne und war auch Mitglied des Bundesvorstandes, anschließend gehörte er weiterhin dem Landesvorstand an. Er befürwortete im November 1945 eine Fusion der SPD in Hamburg mit der Partei Freier Demokraten, dem späteren Landesverband der FDP, nachdem er noch im August 1945 mit Walter Schmedemann (SPD), Friedrich Dettmann und Paul Tastesen (beide KPD) einen Aufruf unterzeichnet hatte, nachdem auf „Grundlage gemeinsamen Handelns der sozialdemokratischen und der kommunistischen Genossen ... die eine Sozialistische Partei entstehen“ solle. Nach der Bürgerschaftswahl 1946 plädierte er für eine SPD-Alleinregierung, die Sozialdemokraten hatten aufgrund des Mehrheitswahlrechts 83 von 110 Sitzen errungen, konnte sich jedoch nicht gegen Max Brauer durchsetzen, der sich für eine Allparteienregierung aussprach, an der sich die CDU letztlich jedoch nicht beteiligte, sodass der Senat von SPD, FDP und KPD (bis zur Entlassung Friedrich Dettmanns am 28. Juli 1948) gebildet wurde.

## Abgeordneter
Meitmann war bereits in der Weimarer Republik in den Jahren 1931 bis 1933 Mitglied der Hamburgischen Bürgerschaft. Er war von 1946 bis 1948 Mitglied des Zonenbeirates der britischen Besatzungszone. Er gehörte von 1946 bis 1949 erneut der Hamburgischen Bürgerschaft und anschließend dem Deutschen Bundestag seit dessen erster Wahl 1949 bis 1961 an. 1949 wurde er im Wahlkreis Hamburg VI direkt gewählt, danach zog er über die Hamburger Landesliste der SPD ins bundesdeutsche Parlament ein.

## Veröffentlichungen
- Der Kapp-Putsch in Schleswig. In: Grenzfriedenshefte. Husum 1963, Seiten 153 bis 166.